# 罗伯特·D·卡普兰
罗伯特·D·卡普兰（英語：Robert David Kaplan，1952年6月23日—）是一位美国作家，著作涉及政治、外交事务和旅行。他为大西洋月刊、华盛顿邮报、纽约时报、新共和、国家利益、外交和华尔街日报等报纸和出版物工作超过三十年。
卡普兰最具影响力的文章之一是“即将到来的无政府状态”（The Coming Anarchy），1994年发表于《大西洋月刊》，评论家将其与亨廷顿的“文明冲突论”相提并论，因为卡普兰将当代世界的冲突视为原始主义与文明之间的斗争。 卡普兰著作中的另一个常见主题是再现冷战期间的文化和历史紧张局势。
2008年到2012年，卡普兰是华盛顿特区新美国安全中心的高级研究员。他于2015年再次加入该组织。 2012年至2014年间，他担任私人全球分析公司Stratfor的首席地缘政治分析师。2017年，卡普蘭進入政治風險諮詢公司歐亞集團擔任資深顧問。

## 論點
卡普兰是第一个尝试用系统论归纳国际体系之学者，认为国际上至少存有六种国际体系：
1. 权力平衡体系
2. 紧密的两极体系
3. 松散的两极体系
4. 全球／普遍体系
5. 层级／阶层体系
6. 单位否决体系

## 著作
- 《即将到来的地缘战争：无法回避的大国冲突及对地理宿命的抗争》（Robert D. Kaplan. . Random House. 2012-09-11. ISBN 978-1-4000-6983-5.）
- 《荒野帝国：走入美国未来的旅行》（Robert D. Kaplan. . Random House. 1998-08-18. ISBN 978-0679451907.）